# Ferrières-Saint-Mary

Ferrières-Saint-Mary este o comună în departamentul Cantal, Franța. În 1 ianuarie 2022 avea o populație de 238 de locuitori.